# 32
Denne side handler om årstallet. For tallet 32, se 32 (tal). For Carpark North-singlen, se 32 (Carpark North-single).
| 32                 |
| ------------------ |
| Dødsfald - Fødsler |
|                    |

| Gregoriansk kalender | 32 XXXII                |
| Ab urbe condita      | 785                     |
| Armensk kalender     | I/T                     |
| Kinesiske kalender   | 2728 – 2729 辛卯 – 壬辰 |
| Etiopisk kalender    | 24 – 25                 |
| Jødisk kalender      | 3792 – 3793             |
| Hindukalendere       |                         |
| - Vikram Samvat      | 87 – 88                 |
| - Shaka Samvat       | N/A                     |
| - Kali Yuga          | 3133 – 3134             |
| Iransk kalender      | 590 BP – 589 BP         |
| Islamisk kalender    | 608 BH – 607 BH         |

Se også 32 (tal)

## Begivenheder
- Pave Peter, bliver den første pave.

## Født
- Otho, romersk kejser